# Андријевичка операција
Операција Драуфгенгер, или у југословенској историографији Андријевичка операција предузета је од стране немачке Команде Југоистока између 18. јула и 1. августа 1944. против мостобрана НОВЈ на Лиму између Андријевице и Бродарева. Овај мостобран отварао је могућност продора у Србију, што је Команда Југоистока намеравала да отклони.
Уместо ликвидирања снага и положаја снага НОВЈ у долини Лима, немачке снаге претрпеле су тежак пораз. Њихова главнина након 8 дана борбе била је опкољена, а од потпуног уништења спасила их је неопходност упућивања Оперативне групе НОВЈ у Јабланицу и Топлицу ради помоћи тамошњим снагама НОВЈ угроженим неповољним развојем операције Трумпф.
Након пробоја из окружења, немачке снаге осветиле су се за пораз цивилном становништву, убивши у селу Велика у општини Плав око 500 становника.
Након пристизања Прве брдске дивизије, на нешто ширем подручју покренута је операција Рибецал, кључна у немачком плану активне одбране Србије.

## Околности, циљеви и план офанзиве
Након операције Фрилингсервахен, НОВЈ је задржала контролу над долином Лима од Андријевице до Бродарева. Против ове значајне територије снаге немачког 21. корпуса предузимали су неуспешне нападе крајем маја, током јуна и почетком јула 1944.
У контексту испољене намере НОВЈ да прикупи снаге и изврши продор у Србију, контрола овог подручја значила је отворена врата за упад у Србију, а широка поседнута територија на десној обали Лима представљала је значајан мостобран. Због тога је Команда Југоистока (АгФ) наложила штабу V СС корпуса да предузме одлучне и радикалне офанзивне акције за ликвидацију овог мостобрана. За прву фазу операција под кодним називом Драуфгенгер, имао је на располагању, поред снага 21. корпуса и квислинга, ојачану пуковску групу из 7. СС дивизије и неке борбене групе из резерве Армијске групе.
Општи план операције предвиђао је груписање главних снага за напад из два правца на Андријевицу, одакле би након заузимања Андријевице ове снаге наставиле наступање низ Лима са обе стране, док би помоћне снаге извршиле бочни притисак из Сјенице и са Пештера према Беранама и долини Лима. Циљ је био: тучење снага НОВЈ, ликвидирање мостобрана са десне стране Лима и избацивање снага НОВЈ из лимске долине. Пособан значај придат је заузимању Берана и тамошњег аеродрома.
Овај план коинцидирао је са планом Врховног штаба НОВЈ Према заповести Врховног штаба, 5. и 17. дивизија требало је да, уз асистенцију 2. корпуса, наступајући из лимске долине, запоседну област планина Јавор и Голија, чиме би омогућили наступни марш 2. дивизије, са којом је требало да формирају оперативну групу и форсирају Ибар. На остварењу овог плана Врховни штаб је више пута инсистирао након отпочињања операције Трумпф и њеног неповољног развоја.
Тако је на овом подручју дошло до обостране концентрације снага и колизије два супротстављена оперативна плана.

## Употребљене снаге
Осовинске снаге:
- 21. СС дивизија Скендербег
- 14. СС пук 7. СС дивизије ојачан артиљеријским и инжињеријским деловима
- 2. пук Бранденбург
- Легија Кремплер
- део 201. бригаде јуришних топова
- борбена група Стрипел (Ојачани батаљон 363. пука 181. дивизије)
- борбена група Бендл (албанска милиција под немачким руководством)
- делови 5. полицијског пука
- четници (извори не спецификују о којим се формацијама ради)

Снаге НОВЈ:
- делови Другог ударног корпуса НОВЈ:
  - Друга пролетерска дивизија НОВЈ
  - Трећа ударна дивизија НОВЈ
  - Пета крајишка дивизија НОВЈ (тактички потчињена 2. корпусу)
  - 17. источнобосанска дивизија НОВЈ (тактички потчињена 2. корпусу)

## Ток операције
Немачки напад почео је 18. јула ујутро. Главна групација: 21. СС дивизија Скендербег, 14. пук 7. СС дивизије Принц Еуген и борбена група Штрипел, са просторије Гусиње - Плав - Чакор, обухватним нападом кренула је према Андријевици. Једновремено су у наступање покренуте: борбена група Бендл са просторије Кацубер - Турјак у правцу Берана; легија Кремплер са просторије Биоча - десна обала Лешнице у правцу Бијелог Поља и Берана. Два батаљона пука Бранденбург и делови 5. полицијског пука са десне обале Лима усмерили су напад у правцу Бродарева и Пријепоља, а делови бугарске 24. дивизије из рејона Нове Вароши у правцу Прибоја ради везивања снага 37. санџачка дивизија НОВЈ.
У првом налету нападачи су успели да потисну делове Друге пролетерске ударне и Треће српске ударне бригаде. 19. јула у зору Немци су ушли у Андријевицу, одакле су одмах наставили наступање. Међутим, ускоро се показало да немачке комбиноване снаге на терену нису биле дорасле снагама НОВЈ. Самоиницијативом штабова на терену, бригаде НОВЈ нанеле су озбиљне губитке нападачима и преузели иницијативу у своје руке.
Уочивши прилику да опколи и уништи нeпријатеља, штаб 2. корпуса НОВЈ разрадио је и издао 23. јула оперативну заповест за општи напад са циљем опкољавања и уништења непријатељске групације.
У току 24. јула јединице 2. корпуса НОВЈ на левој обали Лима продрле су у истурени клин непријатеља северно од Андријевице, а 4. пролетерска бригада избила је у област превоја Чакор, кључне немачке везе. Са друге стране, 5. и 17. дивизија пробиле су се 24. јула у дубину и заузеле Чакор и област источно од њега, спојивши се са 4. пролетерском. Немци су били присиљени да одустану од продора према Беранама и да се ноћу 24/25. јула повуку из Андријевице према Мурину. Сутрадан, пред вече, 1. крајишка и 4. пролетерска бригада избиле су до Мурино, спојиле се са 4. крајишком бригадом и, у току ноћи, заједно са 5. бригадом 3. дивизије, ушле у Плав. Окружавање непријатеља у широј области Мурина било је завршено. Створени су предуслови за потпуно уништење немачке групације. Немачки генерал Шмитхубер, командант 21. СС дивизије, у свом извештају каже:
Непријатељско руководство правилно је уочило да ми немамо довољно снага за осигурање путева за дотур. Користећи земљиште, које је било нарочито погодно за то, непријатељ је предузимао, правилно ценећи те околности, са тежиштем на превој Чакор, масиван удар у наше дубоко залеђе, са циљем, да се пут којим се врши снабдевање, рушењем многобројних мостова, трајно онеспособи за саобраћај...
Међутим, наступањем на област Мурина штаб Другог ударног корпуса поступио је супротно захтеву Врховног штаба, који је 20. јула, упозорио Штаб 2. корпуса да не ангажује 2. пролетерску, 5. и 17. дивизију у борби и наредио му да се одмах изврши планирани покрет преко Ибра. Врховни штаб интервенисао је 25. јула и наредио да се због погоршане ситуације у Топлици све три дивизије Оперативне групе одмах безусловно упуте на Копаоник, а да фронт код Андријевице преузму црногорске јединице.
С обзиром на ово наређење, ове три дивизије извучене из контакта са непријатељем и 28. јула кренули на марш према Ибру. Јединице Треће дивизије нису биле у стању да доврше уништење опкољеног непријатеља, па се борбена група 14. СС пука 1. августа пробила из Мурина преко Чакора за Пећ. Добар део 21. СС дивизије се распао и многи војници-Албанци су дезертирали. Ускоро је дивизија расформирана.
Немачка операција тако је доживела потпун неуспех. Снаге НОВЈ избориле су себи простор за наступање у Србију, а немачке снаге су тешко потучене. Командант 21. СС дивизије Шмитхубер у свом извештају признао је губетке од 857 избачених из строја у формацији којом је командовао.. Он је тежак пораз објаснио ватреном надмоћи, добром дисциплином и добрим руковођењем у јединицама НОВЈ:
... него се радило о трупи, јединствено униформисаној на енглески начин, врло добро опремљеној и обученој, под упадљиво добрим руководством. У аутоматском наоружању непријатељ је био далеко надмоћнији у поређењу са нашим јединицама. На 4-5 њихових бораца долазио је један енглески митраљез, док је велика већина била наоружана аутоматима. Непријатељ је мало употребљавао пушчану ватру и ова је већином била карактеристична за наше јединице... У одбрани, непријатељ се борио жилаво и огорчено и стално покушавао да изгубљено земљиште поврати противударима.
И поред признавања војничке вредности и дисциплинованости снага НОВЈ, њене припаднике он у свом извештају, у складу са немачким пропагандним инструкцијама, он и даље назива „бандитима“, а жене-борце у НОВЈ „проституткама“.

## Развој дејстава након операције
Продор три дивизије НОВЈ у долину Ибра изазвао је хитну интеренцију немачке Команде Југоистока. Прва брдска дивизија је, иако није окончала операцију, хитно пребачена из Грчке у долину Ибра са наређењем да спречи пребацивање снага НОВЈ преко реке. Њено наступање у долини Ибра почело је 3. августа и завршило се потпуним неуспехом - Оперативна група НОВЈ у ноћи 3/4. августа пребацила се на десну обалу Ибра.
Након тога, Прва брдска дивизија окренула се фронтом према западу, потискујући делове 37. санџачке дивизије према долини Лима. То је представљало припремну фазу операције Рибецал. На Оперативну групу дивизија која је прешла Ибар, упућена је Четврта група јуришних корпуса ЈВуО.
Употреба главних снага четничких група из простора Бруса против непријатеља који је продро преко Ибра.
Против непријатељских раштрканих група које су продрле према истоку и на многим местима прешле Ибар упућени су делови четничких група »Вајел« из простора Брус у правцу планине Копаоник

## Злочин у селу Велика
СС-трупе под командом Шмитхубера, наступајући према Андријевици, терористички су поступале према цивилима. Неколико стотина је похватано и заточено у импровизоване логоре у селима Горња Ржаница и Велика. Ове заточенике ослободила је Четврта пролетерска бригада кад је заузела ова места 24. јула. Након 1. августа, кад су есесовци поново овладали овим крајем, у селу Велика извршили су масован злочин над мештанима, убивши око 500 цивила. Овај злочин командант Шмитхубер правдао је на следећи начин:
Очевидно је да је село Велика, насељено Црногорцима, на одговарајући начин непријатељу пружало помоћ. Према изјави једног заробљеника из Велике, тамо су поново боравила пропагандна одељења бандита и заврбовали су 20 младих Црногораца. Становништво није никада извештавало о доласку ових црвених пропагандних одељења. Тако исто нису обавештавали о преласку младића на страну бандита и одласку у Црну Гору
Генерал Аугуст Шмитхубер, истакнути нациста, припадник СА-одреда од 1933. а СС од 1935, пред Војним судом у Београду је у процесу од 5. до 13. фебруара 1947. проглашен кривим за ратне злочине и осуђен на смрт. Стрељан је 27. фебруара 1947.